# Cinquième circonscription de la préfecture de Kanagawa
La cinquième circonscription de la préfecture de Kanagawa (神奈川県第5区, Kanagawa-ken dai-go-ku) est l'une des vingt circonscriptions législatives que compte la préfecture de Kanagawa au Japon.

## Description géographique
Entre 1994 et 2022, la cinquième circonscription de la préfecture de Kanagawa regroupait les arrondissements de Totsuka, Izumi et Seya de la ville de Yokohama.
Depuis 2022, elle comprend seulement les arrondissement de Totsuka et Izumi,.

## Députés
| Législature | Début de mandat | Fin de mandat | Député élu        | Parti politique | Parti politique |
| ----------- | --------------- | ------------- | ----------------- | --------------- | --------------- |
| 41e         | 1996            | 2000          | Keishū Tanaka     |                 | Shinshintō      |
| 42e         | 2000            | 2003          | Keishū Tanaka     |                 | PDJ             |
| 43e         | 2003            | 2005          | Keishū Tanaka     |                 | PDJ             |
| 44e         | 2005            | 2009          | Manabu Sakai (ja) |                 | PLD             |
| 45e         | 2009            | 2012          | Keishū Tanaka     |                 | PDJ             |
| 46e         | 2012            | 2014          | Manabu Sakai      |                 | PLD             |
| 47e         | 2014            | 2017          | Manabu Sakai      |                 | PLD             |
| 48e         | 2017            | 2021          | Manabu Sakai      |                 | PLD             |
| 49e         | 2021            | 2024          | Manabu Sakai      |                 | PLD             |
| 50e         | 2024            | -             | Manabu Sakai      |                 | PLD             |